# Перката
Перката (мађ. Perkáta) је град у Мађарској. Елесалаш се налази у оквиру жупаније Фејер.

## Географске одлике насеља
Перката, чије је име келтског порекла, била је насељена у округу Фејер, на лесној висоравни прошараној долинама на источној ивици Мезофелда. До насеља се може доћи друмским путем: из Будимпеште аутопутем М6, или из Секешфехервара са севера, из Дунаујвароша са југа аутопутем 62. Главни пут заобилази насеље до чијег се центра стиже само путем 62 118. До села се може доћи од Адоња и М6 путем 6208.

## Историја
На овом подручју постоји око шездесет археолошких налазишта, углавном дуж водотока који припадају водосистему Циколаји. Келтски реликти су из III–II века п. н. е. познате под именом латенска култура и гробља из бронзаног доба ископавани су од 18. века, али су многа налазишта позната и из римског и миграционог доба.
Једно је од насељених места келтског насеља из гвозденог доба. Током периода између I–IV. века, Римљани су запосели простор, али и овде можемо пратити трагове сеобених кретања. Подручје око Перкате, заједно са читавим лесним гребеном у Мезефелду, било је део кнежевског смештајног подручја у 10. веку.
Током XIII–XVI века насеље је било окупирано кунима. Насеље из ере Арпад, које је уништено током инвазије Татара, замењено је Кунима који су припадали организацији капетаније хантосеки кун. Куни су своју цркву је обновили 1417. године. Његово старо име се први пут помиње у сведоци Пипа Озораија, архиепископа темешког 1417. године. За време турског потчињавања село је опустело, а после протеривања Турака овде су стигли Јужни Словени (углавном досељеници из Раци). Њиховим залагањем развио се у значајно село, чему су у великој мери допринели његов географски положај и климатске карактеристике.
У прошлости насеља у првој четвртини XVIII. века највећу улогу одиграла је породица Ђер. Од Марије Терезије, Ференц Радвањи Ђери (IV) је 25. јуна 1775. добио Перкату, где је посадио винову лозу, основао школу и дао изградити римокатоличку цркву о свом трошку. Њихов дворац је саграђен 1820. године. Један од чланова породице, Терезија Ђер (1843–1936), одличан управник имања и добротвор села, живела је овде до краја живота. Њеном смрћу завршило се стопедесет година везаних за делатност породице Ђер.
Број становништва у XIX. веку, од почетка 20. века па до данас креће се између 3.500 и 6.000 људи, број становника села сада је око 4.000 људи, а број станова је 1.573, површина је 7.452 хектара, од чега унутрашњи део је површине од 436 хектара. Насеље је пољопривредно.
Перката има основну школа Маћаш Хуњади и Центар за опште образовање, у чијем оквиру су библиотека Јожеф Атила и обданиште.
Деоница аутопута 62 која заобилази Перкату предата је 28. јуна 2012. године.

### Популација
Током пописа 2011. године, 84,2% становника се изјаснило као Мађари, 2,7% као Роми, 0,3% као Немци и 0,3% као Румуни (15,5% се није изјаснило, због двојног идентитета, укупан број већи може бити на 100 %).
Верска дистрибуција је била следећа: римокатолици 40,5%, реформисани 3,1%, лутерани 0,5%, гркокатолици 0,5%, неденоминациони 28,5% (26,3% се није изјаснило).

### Градоначелници
- 1990–1994: Ђерђ Радецки (независтан)[5]
- 1994–1998: Ђерђ Радецки (независтан)[6]
- 1998–2002: Ђерђ Радецки (независтан)[7]
- 2002–2006: Ђерђ Радецки (независтан)[8]
- 2006–2007: Балаж Шомођи (Фидес)[9]
- 2007–2010: Балаж Шомођи (Удружење за грађанску солидарност Перката-Фидес-KDNP)[10]
- 2010–2014: Балаж Шомођи (Удружење за грађанску солидарност Перката-Фидес-KDNP)[11]
- 2014–2019: Балаж Шомођи (Удружење за грађанску солидарност Перката-Фидес-KDNP)[12]
- 2019–2020: Балаж Шомођи (Удружење за грађанску солидарност Перката-Фидес-KDNP)[13]